# Bloemenbuurt (Amsterdam)

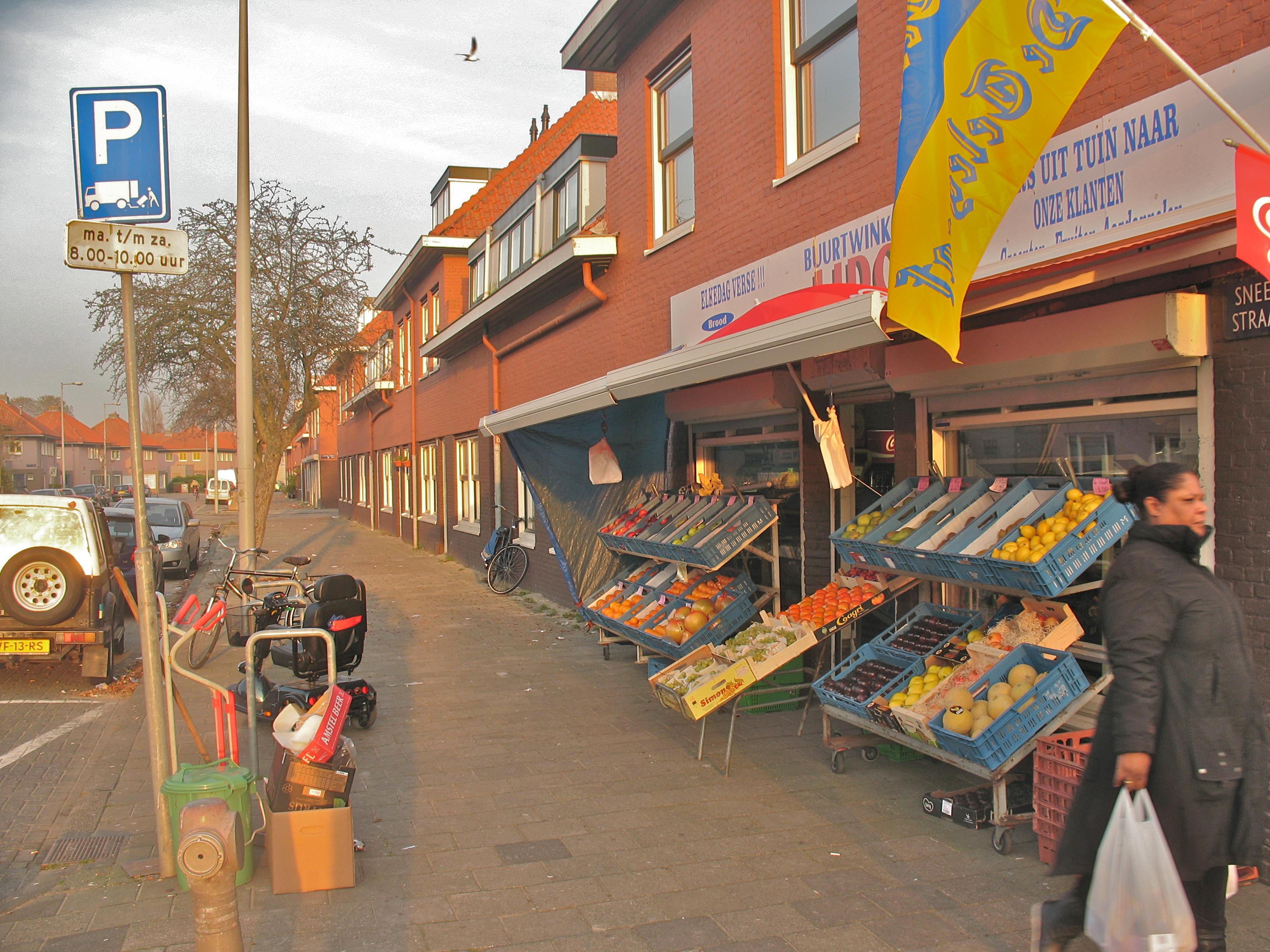
Buurtsuper in de Sneeuwbalstraat, Bloemenbuurt, Amsterdam-Noord.

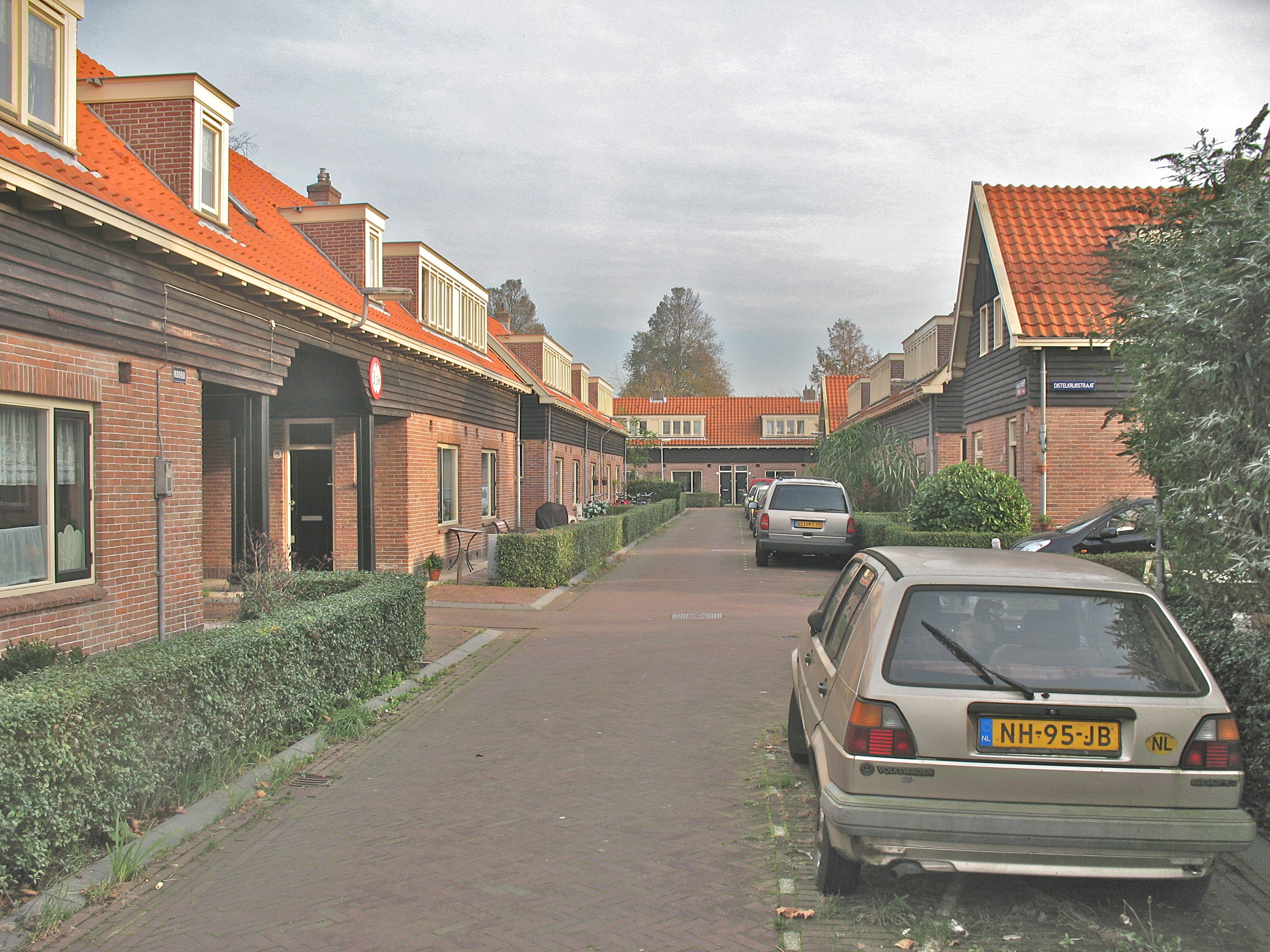
Disteldorp, volgebouwd vanaf 1918 met noodwoningen met korte levensduur voor 10 tot 15 jaar.

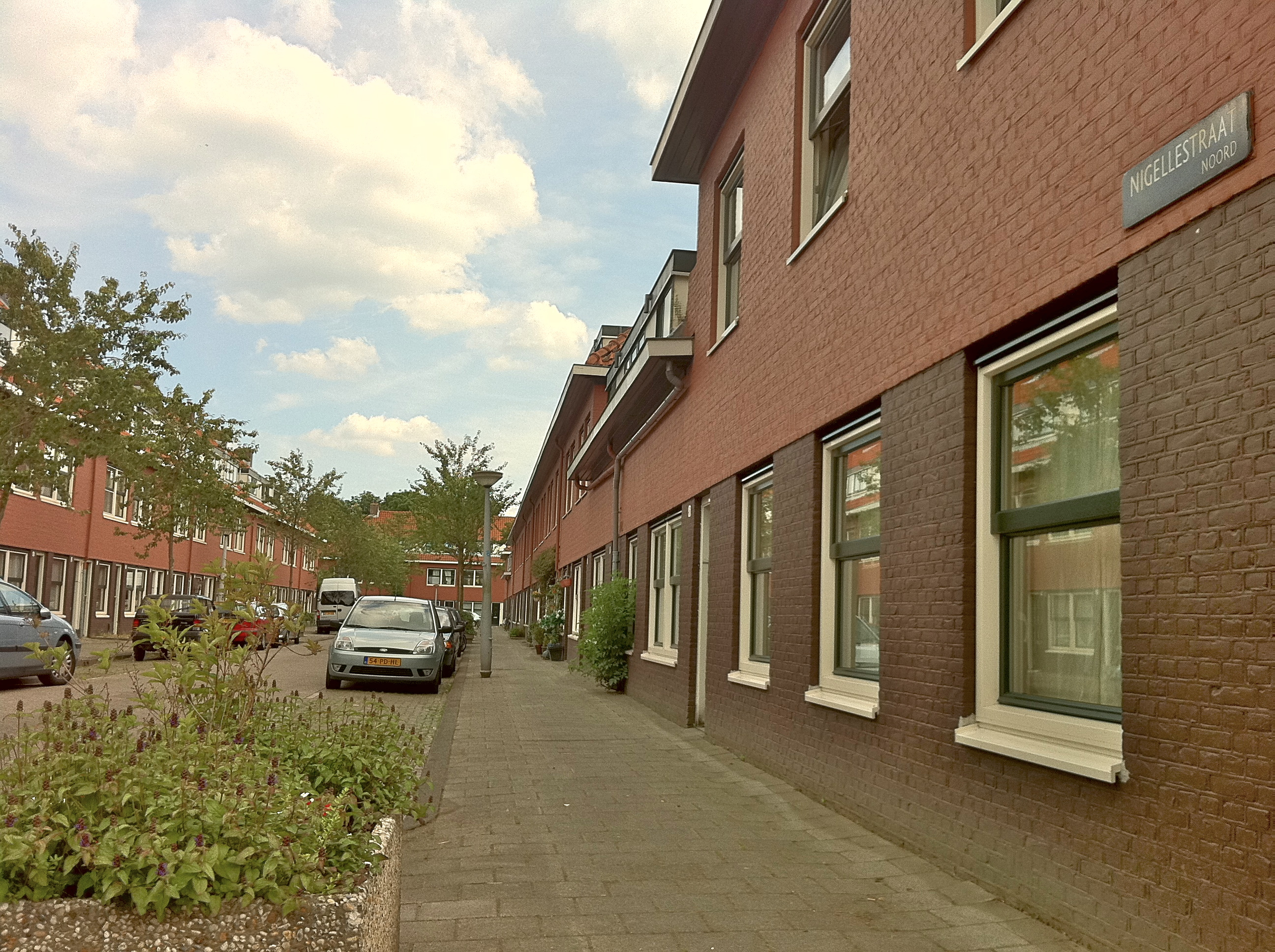
Nigellestraat. Bloemenbuurt, Amsterdam-noord. Gebouwd door Zomers Buiten, nu verhuurd door Ymere.

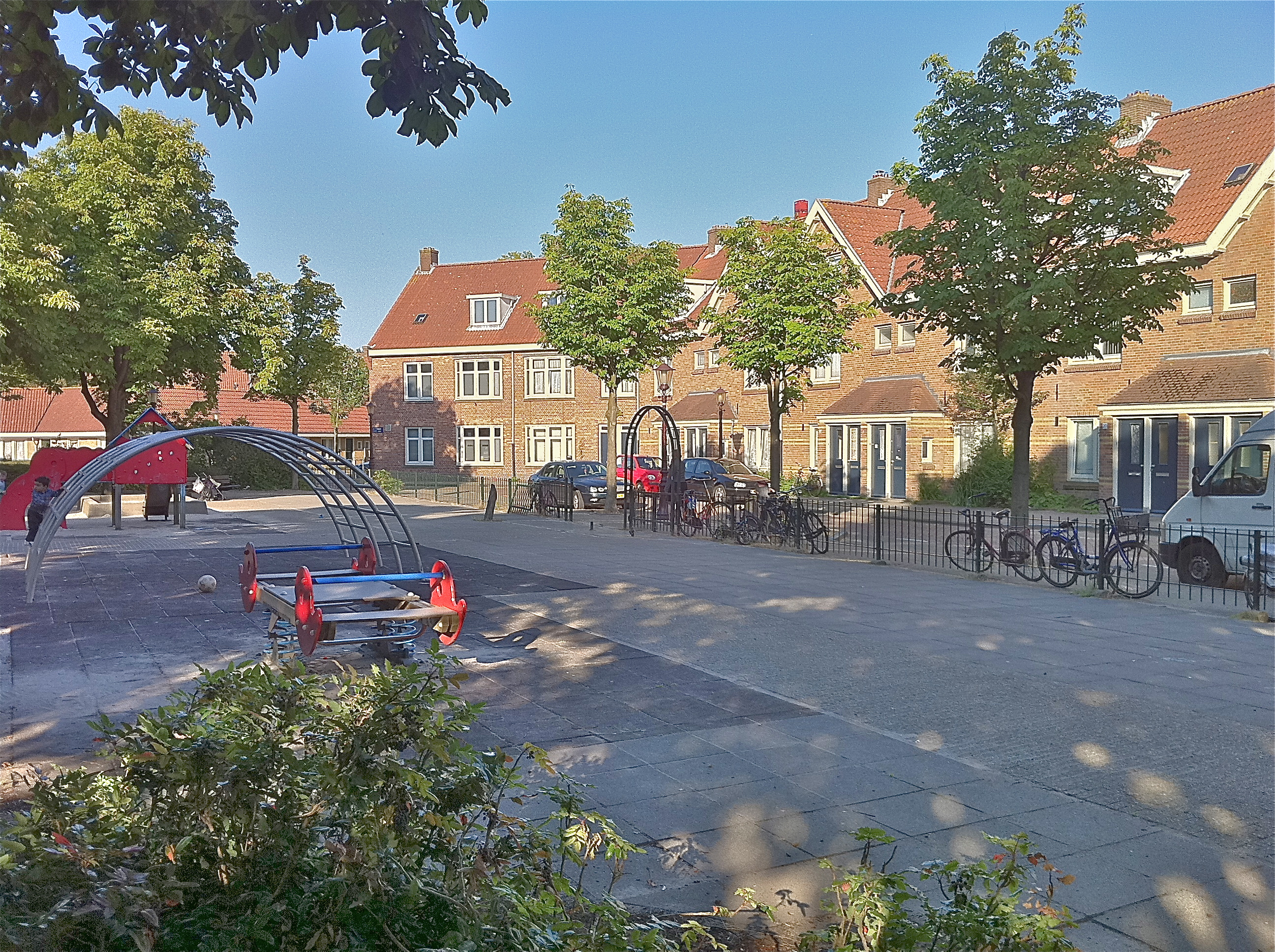
Van der Pekbuurt, een van de bloemenbuurten in Amsterdam.

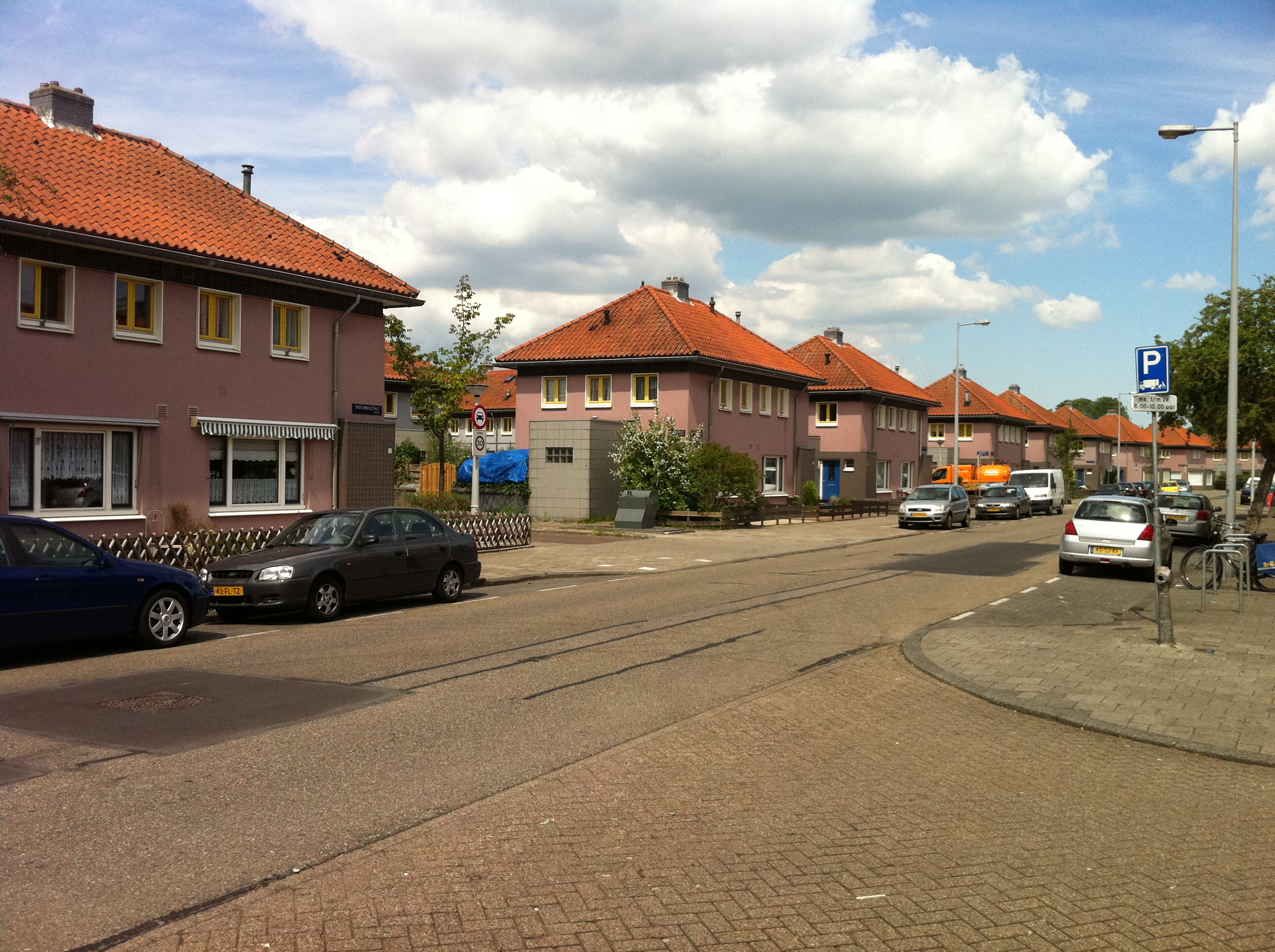
Sociale-huurwoningen van Ymere in Floradorp.

Met de Bloemenbuurt in Amsterdam, in de Nederlandse provincie Noord-Holland, wordt een buurt met woningbouw aangeduid in de Buiksloterhampolder in Amsterdam-Noord. Over de grenzen van deze buurt bestaan verschillende inzichten waarover nimmer overeenstemming heeft bestaan. De inzichten zijn in de loop der tijd ook regelmatig gewijzigd. Bijna alle woningbouw in de Buiksloterhampolder, uitgezonderd Overhoeks, wordt door stadsdeel Noord ingedeeld bij de Volewijck. De Statistische Indeling (SI) van Gemeente Amsterdam heeft sinds 24 maart 2022 een nieuwe gebiedsindeling, waarin de Bloemenbuurt valt onder het noordelijke deel van de wijk Volewijck. Hierin wordt de Bloemenbuur onderverdeeld in twee buurten; Bloembuurt-Noord (met daarin voor een deel Floradorp) en Bloembuurt-Zuid.

## Naamgeving
Vrijwel alle wegen, straten en pleinen in de Buiksloterhampolder zijn vernoemd naar bloemdragende planten en kruiden. In die zin zou elke buurt in deze polder kunnen worden aangeduid als bloemenbuurt. De gewassen worden allemaal genoemd in het boek Geïllustreerde flora van Nederland van Eli Heimans en Jac. P. Thijsse uit 1899, naar wie respectievelijk een weg en een plein zijn vernoemd in de Volewijck.
Tot de eerste volkswoningbouw behoorde in 1918 een wijkje met noodwoningen ten noorden van de Distelweg. Met allerlei Distel-straatnamen zoals Lange Distelstraat en Distelkade werd dit al snel Disteldorp genoemd. Na het overlijden in 1919 van de architect Jan Ernst van der Pek, die een groot deel van de woningbouw in het zuidelijk deel van de Buiksloterhampolder had ontworpen, werd al tijdens de bouw besloten dat het deel van de nieuwe buurt met "zijn" woningen, na oplevering de Van der Pekbuurt zou gaan heten. De noordelijke grens van deze buurt lag bij de Distelweg en de Hagedoornweg. Voor de overige woningbouwplannen in deze polder hanteerden de gemeentelijke Dienst der Publieke Werken en de Gemeentelijke Woningdienst Amsterdam de term Tuindorp Buiksloterham. De termen Bloemenbuurt of Floradorp werden echter ook al soms gebruikt.

## Mosveld
Na de start van de bouw van de Van der Pekbuurt in 1918 werden ook buurten aangelegd tussen de Hagedoornweg en de Floraweg. Het ging voornamelijk om sociale woningbouw, die door de gemeente Amsterdam of door woningbouwverenigingen werd gebouwd. De Gemeentelijke Woningdienst Amsterdam onder leiding van Arie Keppler wilde hierop een strakke regie voeren, waarbij regelmatig spanningen optraden met de Dienst der Publieke Werken. Ten zuiden van het Mosveld, dat lang onbebouwd is gebleven voor de aanleg van een kanaal, werden volkswoningen gebouwd voor arbeiders en middenstandswoningen voor beter gesitueerden. Deze bloemenbuurt wordt ook wel Gentiaanbuurt genoemd. Ten noorden van het Mosveld liep woningbouw vertraging op, doordat de rijksoverheid in 1921 de subsidiekraan voor betaalbare arbeiderswoningen dichtdraaide. Minister van Arbeid Aalberse kondigde aan dat vanaf 1 juni 1921 geen voorschotten en bijdragen krachtens de Woningwet meer in behandeling werden genomen. Alleen woningbouwvereniging Ons Belang had de toezegging voor rijkssteun al binnen voor het Noorlandercomplex, tussen Wingerdweg en Clematisstraat, en kon het complex afbouwen.

## Zomers Buiten
Woningbouwvereniging Zomers Buiten was daarna de eerste woningbouwvereniging die door de gemeente in 1924 met garantiestellingen over de streep werd getrokken om er arbeiderswoningen te bouwen. Zomers Buiten bouwde 517 woningen tussen Sneeuwbalstraat en Azaleastraat en een aantal winkels. Enkele jaren later begon de Gemeentelijke Woningdienst zelf met de bouw van de buurten ten noorden en ten zuiden van deze buurt. De eerste huurders van Zomers Buiten waren niet gelukkig met het idee dat het de gemeente was die de woningen ging bouwen in de aanpalende buurten. Bekend was dat de gemeente veel arme, werkloze en onaangepaste huurders plaatste in haar nieuwbouwwoningen. Het imago van bewoners van krotwoningen was slecht. Ook kwamen er in het noordelijk deel van het tuindorp veel mensen die lange tijd hadden gewoond in de woonscholen Asterdorp of Zeeburgerdorp, die geen beste reputatie hadden. De huurders van een woning van een woningbouwvereniging vreesden dat het aanzien van Tuindorp Buiksloterham eronder zou lijden.

## Behoefte aan andere naam
De nieuwe bewoners van de gemeentewoningen bij de Floraweg hadden op hun beurt niet zoveel op met de huurders van de woningbouwverenigingen. In hun ogen hadden deze arbeiders het te hoog in hun bol gekregen, nadat ze zo bevoorrecht waren geweest om een ruime woning in Tuindorp Buiksloterham te krijgen. Deze huurders wilden niet geassocieerd worden met de "arrogante" en beter verdienende handwerkslieden, veelal in dienst van de gemeente Amsterdam. Al snel hadden beide kampen daarom argumenten om een andere naam te gebruiken voor hun buurt dan Tuindorp Buiksloterham, dat voor de meeste huurders ook te lange woorden waren. Namen als 'De Rimboe' (naar de vroegere ondoordringbare begroeiing, de vele muggen en malaria, maar waarschijnlijk ook een verwijzing naar de "wilden" die daar zo afgelegen woonden), Het Rooie Dorp (naar de dakpannen en de politieke voorkeur van de overgrote meerderheid), de Bloemenbuurt en Floradorp werden veelvuldig gebruikt. In het dagelijks taalgebruik kwam de naam Floradorp in zwang voor de woningen tussen de Floraweg en de Sneeuwbalstraat, en raakte de naam Bloemenbuurt ingeburgerd voor de buurt ten zuiden van de Sneeuwbalstraat. Het deel tussen Azaleastraat en Mosveld, aan weerszijden van de Latherusstraat, wordt behalve Bloemenbuurt echter ook wel de Latherusbuurt genoemd door de bewoners.

## Onderscheiden
Vrijwel alle buurten in Amsterdam-Noord hebben doorgaans een minder goede naam gehad dan de Amsterdamse buurten ten zuiden van het IJ. Toch maakten de inwoners van Amsterdam-Noord zelf het nodige onderscheid tussen de eigen buurt en andere buurten waarmee men niet wilde worden geassocieerd. De bewoners van Floradorp hebben - terecht of onterecht - van oudsher de meest omstreden reputatie. Makelaars die woningen willen verkopen in Floradorp, zijn zich echter bewust van deze verkoopbelemmerende reputatie, en willen de woningen in deze buurt nog weleens aanprijzen als woning in de Bloemenbuurt. Ook sommige bewoners van Floradorp zijn niet blij met de negatieve associatie bij deze naam, en houden zelf liever vol dat zij in de Bloemenbuurt wonen. Daarbij zullen ze zich gesterkt voelen door de buurtindeling van de politie Amsterdam-Amstelland, die de naam Bloemenbuurt gebruikt voor het hele gebied tussen Floraweg en Mosveld.
Het is onwaarschijnlijk dat er ooit heldere grenzen worden getrokken tussen de verschillende bloemenbuurten in Amsterdam-Noord, die door iedereen gehanteerd gaan worden.